# Limba protogermanică
Limba protogermanică (sau german(ic)a comună) este limba ce reprezintă strămoșul comun ipotetic (protolimba tuturor limbilor germanice, printre care se numără și engleza modernă, olandeza și germana. Limba protogermanică nu este confirmată în mod direct prin intermediul unui text, ci a fost construită cu ajutorul unor metode comparative. A fost observată și în cadrul câtorva inscripții runice din Scandinavia, datând din cca. 200 î. Hr., despre care se crede că reprezintă o etapă de tranziție spre limba protonordică.
Se crede că unele cuvinte moștenite de la germanica timpurie care există în limbile vecine ne-germanice au fost preluate din protogermanică. Un exemplu se găsește în limbile finlandeză și în estonă, unde kuningas („rege”), este similar cu *kuningaz, cuvântul reconstruit din protogermanică.

## Caracteristici lingvistice

### Fonologie

#### Consoane
D. Ringe (1997) a realizat următorul tabel cu consoane regăsite în protogermanică:
|                   |           | Labială | Dentală | Alveolară | Palatală | Velară | Labio- velară |
| ----------------- | --------- | ------- | ------- | --------- | -------- | ------ | ------------- |
| Consoană oclusivă | Surdă     | [*p]    | [*t]    |           |          | [*k]   | [*kʷ]         |
| Consoană oclusivă | Sonoră    | [*b]    | [*d]    |           |          | [*g]   | [*gʷ]         |
| Fricativă         | Fricativă | [*f]    |         | [*s, *z]  |          | [*h]   | [*hʷ]         |
| Nazală            | Nazală    | [*m]    | [*n]    |           |          |        |               |
| Sonantă           | Sonantă   |         | [*l]    | [*r]      | [*j]     |        | [*w]          |

#### Vocale
|              | Anterioară | Anterioară | Anterioară | Posterioară | Posterioară | Posterioară |
| scurtă       | lungă      | f.lungă    | scurtă     | lungă       | f.lungă     |             |
| ------------ | ---------- | ---------- | ---------- | ----------- | ----------- | ----------- |
| Închisă      | i          | iː         |            | u           | uː          |             |
| Semiînchisă  | e          | eː         |            |             |             |             |
| Semideschisă |            | ɛː         | ɛːː        |             | ɔː          | ɔːː         |
| Deschisă     |            |            |            | ɑ           | ɑː          |             |

|             | Anterioară | Anterioară | Anterioară | Posterioară | Posterioară | Posterioară |
| scurtă      | lungă      | f.lungă    | scurtă     | lungă       | f.lungă     |             |
| ----------- | ---------- | ---------- | ---------- | ----------- | ----------- | ----------- |
| Închisă     | ĩ          | ĩː         |            | ũ           | ũː          |             |
| Semiînchisă |            |            |            |             |             |             |
| Deschisă    |            |            |            |             | ɔ̃ː          | ɔ̃ːː         |
| Deschisă    |            |            |            | ɑ̃           | ɑ̃ː          |             |